# ليبير (ميزوري)
ليبير (بالإنجليزية: Leeper)‏ هي إحدى المجتمعات الفردية (غير مصنفة) في ولاية ميزوري في الولايات المتحدة الأمريكية.